# Chlorocystini
Chlorocystini là một tông ve sầu thuộc họ Cicadidae. Có ít nhất 20 giống và 170 loài được mô tả trong Chlorocystini.
Các chi của Chlorocystini được tìm thấy chủ yếu ở Đông Nam Á, Australasia và tây Thái Bình Dương. Các giống bị cô lập được tìm thấy ở Châu Phi, Nam Mỹ, Quần đảo Mascarene và Mauritius.

## Các giống
25 giống này thuộc về tông Chlorocystini: 
- Aedeastria Boer, 1990 c g
- Akamba Distant, 1905 c g
- Baeturia Stål, 1866 c g
- Cephalalna Boulard, 2006 c g
- Chlorocysta Westwood, 1851 c g
- Conibosa Distant, 1905 i c g
- Cystopsaltria Goding & Froggatt, 1904 c g
- Cystosoma Westwood, 1842 c g
- Decebalus Distant, 1920 c g
- Dinarobia Mamet, 1957 c g
- Durangona Distant, 1911 i c g
- Euthemopsaltria Moulds, 2014 c g
- Fractuosella Boulard, 1979 c g
- Glaucopsaltria Goding & Froggatt, 1904 c g
- Guineapsaltria Boer, 1993 c g
- Gymnotympana Stål, 1861 c g
- Kumanga Distant, 1905 c g
- Mirabilopsaltria Boer, 1996 c g
- Muda Distant, 1897 c g
- Musoda Karsch, 1890 c g
- Owra Ashton, 1912 c g
- Papuapsaltria Boer, 1995 c g
- Scottotympana Boer, 1991 c g
- Thaumastopsaltria Kirkaldy, 1900 c g
- Venustria Goding & Froggatt, 1904 c g

Nguồn dữ liệu: i = ITIS, c = Catalogue of Life, g = GBIF, b = Bugguide.net 